# Caleta de Fuste
Caleta de Fuste (auch als Caleta de Fustes und El Castillo bekannt) ist ein Ort in der Gemeinde Antigua, an der Ostküste der Kanareninsel Fuerteventura. Er ist neben Corralejo, Costa Calma und Jandía Playa eines der touristischen Zentren der Insel. Die Einwohnerzahl beträgt  2.342 (Stand: 2017).
In Anlehnung an alte Militärkarten wurde die Bucht als El Castillo (deutsch: Burg; Schloss) bezeichnet, Bezug nehmend auf die noch heute existierende Befestigungsanlage aus dem Jahr 1740, die den Bewohnern des Ortes Schutz vor Seeräubern bieten sollte. Der Ortsteil am Hauptstrand, zwischen Calle Alcalde Juan Evora Suárez und der Hauptstraße wird von der Gemeindeverwaltung als Caleta de Fuste, parte 1 bezeichnet; der neuere Teil westlich der Hauptstraße als Caleta de Fuste, parte 2. Offiziell heißt dieser Stadtteil Castillo oder Caleta de Fuste. Andere, zwischenzeitlich aus Vermarktungsgründen genutzte Bezeichnungen, gibt es offiziell nicht mehr.
Vor den 1980er Jahren kaufte eine spanische Gesellschaft um die Bucht herum große Landflächen. Nach dem Kauf der Ländereien wurde ein Hotelkomplex mit kleinen Häusern errichtet, der Ferienclub El Castillo. Ebenso wurde ein Sporthafen angelegt. Nach der Wiedervereinigung Deutschlands tauchten Informationen über die Hintermänner des Grundstückskaufs und des Hotelbaues auf. Medienberichten zufolge soll es sich dabei um den Dunstkreis ehemaliger ostdeutscher Geheimdienste, des Bereiches Kommerzielle Koordinierung im Außenhandelsministerium der DDR und des SED-Politikers und Wirtschaftsfunktionärs Alexander Schalck-Golodkowski gehandelt haben.
Die Bebauung ist sehr eng, in einer Mischung aus großen Hotels und Appartementhäusern. Wie in vielen anderen Ferienorten gibt es auch hier keinen historisch gewachsenen Ortskern mehr. Unter dem Anspruch, Qualitätstourismus zu fördern, entstanden an der Hauptstraße Richtung Süden mit immensem Aufwand für die Wasserversorgung zwei 18-Loch Golfplätze, zudem wurde ein Einkaufszentrum mit drei Hotels und einem Konferenzzentrum direkt an der Küste errichtet.
Der Ort befindet sich nur rund fünf Kilometer südlich vom Flughafen Fuerteventura, so dass die zumeist in Richtung Norden landenden Flugzeuge ihn in geringer Höhe überfliegen.

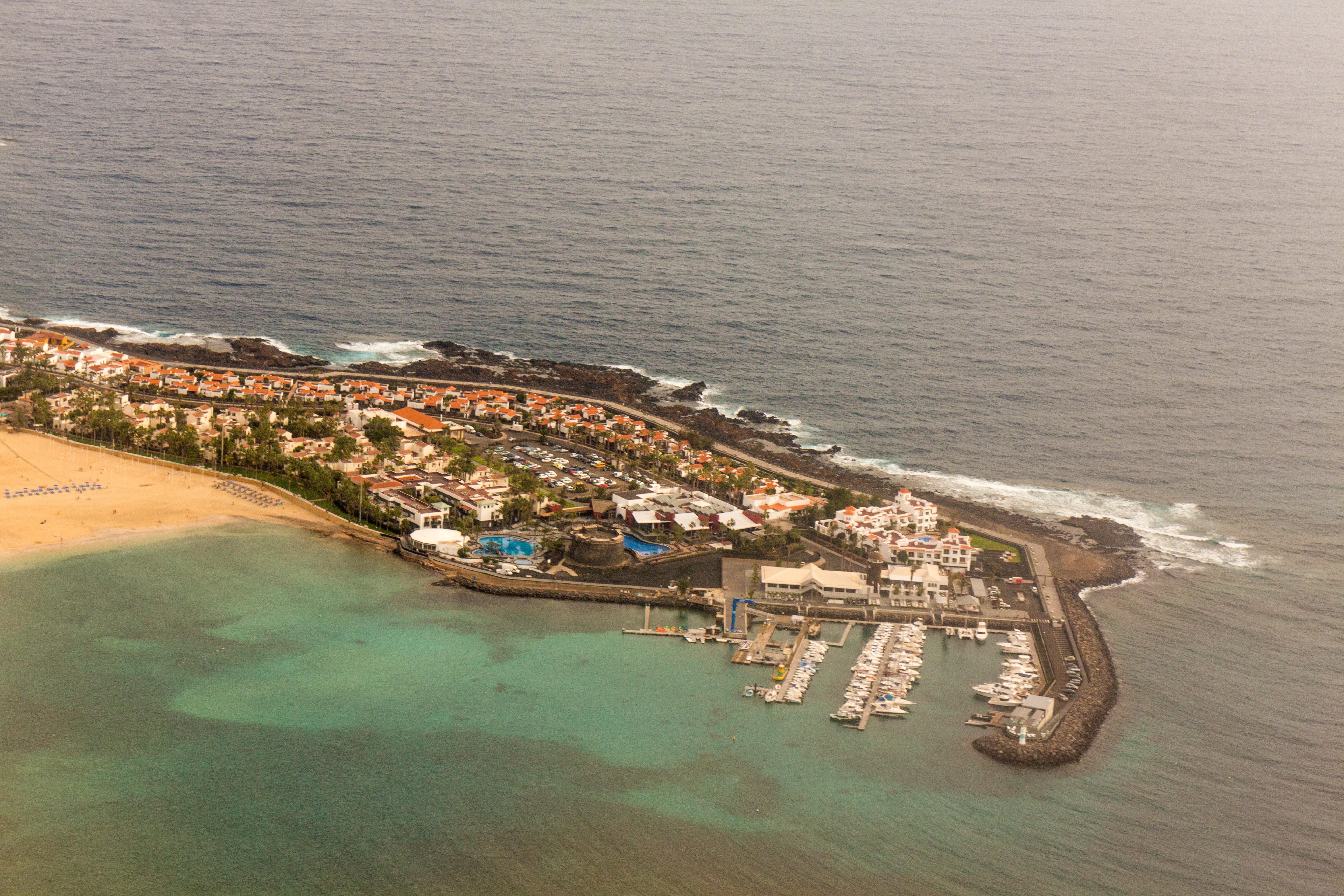
Yachthafen von Caleta de Fuste, Luftbild (2014)
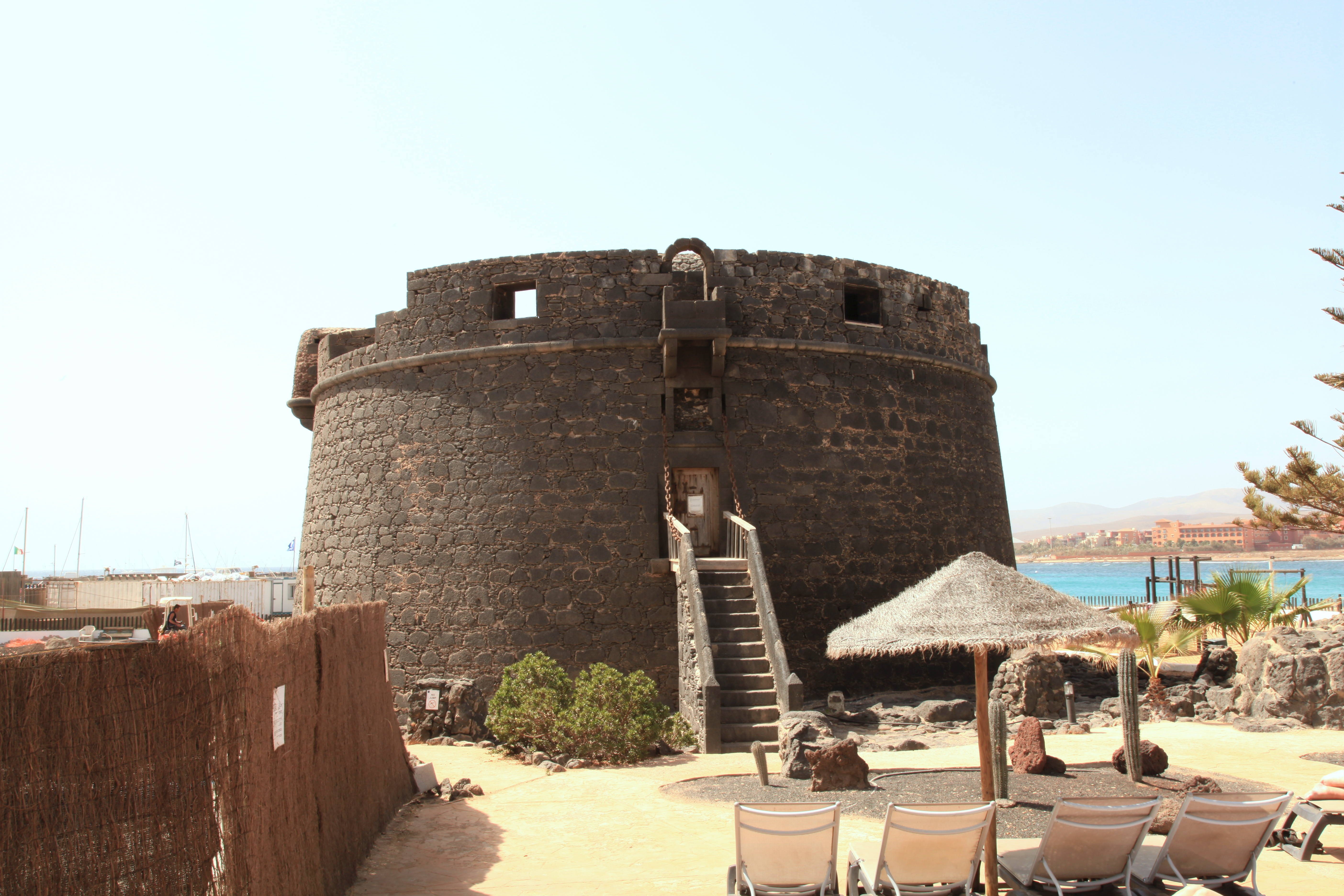
Das historische Castillo von Caleta de Fuste
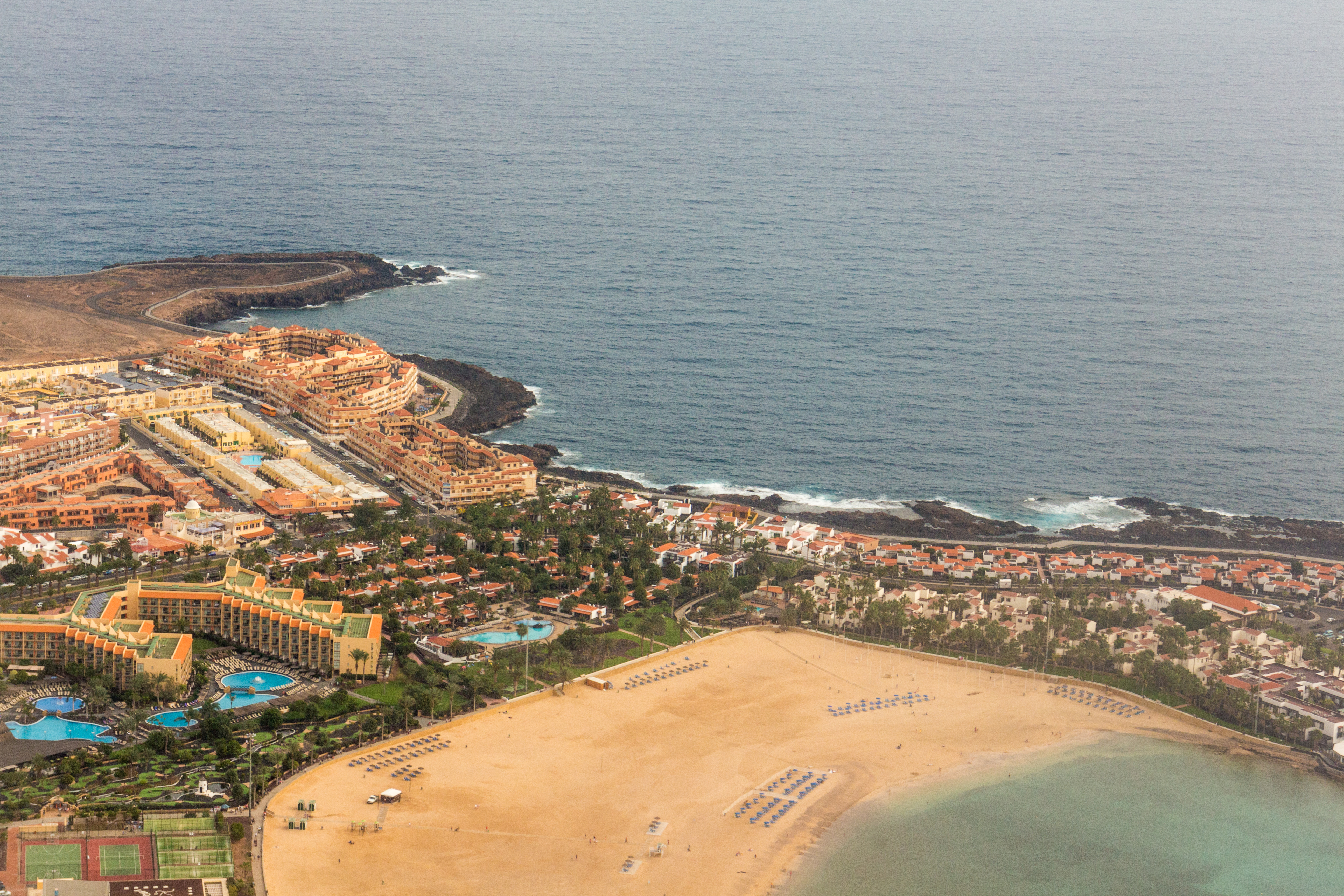
Strand mit Hotels